# 韩日缵
韓日纘（1578年—1636年），字绪仲，號若海，广东惠州府博罗县人，明朝政治人物，同進士出身。

## 生平
万历二十五年丁酉科廣東乡试第三名举人，三十五年（1607年）登丁未科会试第十名，三甲七十五名进士，授翰林院检讨，耻与魏忠贤为伍，以“德业声施在天下”累官至南京禮部尚書。卒赠太子太保，谥文恪。著有《韓文恪公集》等。

## 履历
户部观政，改翰林院庶吉士，三十七年授检讨，三十八年丁憂，四十一年補原职，四十四年任礼部会试同考官，四十八年升左赞善，天啓元年（1621年）升右諭德，二年任礼部会试同考官，四年升右庶子，升协理府事礼部右侍郎，六年經筵，掌南翰林院印，改南京礼部右侍郎，改北礼部右侍郎，七年升南京礼部尚书，丁憂。

## 家族
曾祖韩孟远。祖父韩儔，训导。父韩鸣凤，知州。嫡母謝氏，生母鍾氏。具庆下。弟日敬、日欽。
子韓宗騋，字猶龍，後出家，法名函可，字祖心，號剩人。